# Lion du Cap
Panthera leo melanochaitus
Sous-espèce
Statut de conservation UICN

 EX  : Éteint
Synonymes
- Felis leo capensis
- Panthera leo melanochaita

Le Lion du Cap (Panthera leo melanochaitus) était une population ou une sous-espèce de lion.
Il était autrefois présent dans les prairies herbeuses dans tout le Sud de l’Afrique mais il finit par s'éteindre en 1865, victime de la chasse.
La validité de cette sous-espèce fait débat : des recherches publiés en 2006 ne montrent pas de différence génétique avec les autres lions.
Il se peut que le lion du Cap serait en réalité une population méridionale du lion du Transvaal (Panthera leo krugeri).

## Taxinomie
Les premiers auteurs le considéraient comme distinct en raison de son apparence physique : les mâles avaient une énorme crinière sombre s'étendant derrière les épaules et couvrant le ventre; quant aux oreilles, elles étaient aux extrémités de couleur noire.
Cependant, de nos jours, il est connu que divers facteurs extrinsèques, y compris la température ambiante, influencent la couleur et la taille de la crinière d'un lion.
Par la suite, un doute subsista sur la validité de cette sous-espèce.
Pour certains, il n'a pas encore totalement disparu, il pourrait subsister encore une paire d'individus dans un zoo privé de Bulawayo au Zimbabwe ou en 2000, des possibles spécimens ont été trouvés en captivité en Russie et rapportés en l'Afrique du Sud pour la reproduction.
Pour d'autres, il s'agit d'une lignée de lions croisés qui ont gardé des similarités avec cette sous-espèce qui aurait disparu depuis assez longtemps.
Plus récemment, les résultats du génome mitochondrial, publiés en 2006, ne considèrent pas le lion du Cap comme distinct des autres lions, en raison du manque de caractéristique génétique réelle.
Il pourrait exister seulement dans l'image que se font les hommes de certains lions présentant ces caractéristiques.
Peu reconnu, le lion du Cap est actuellement et souvent considéré comme une population méridionale du lion du Transvaal.

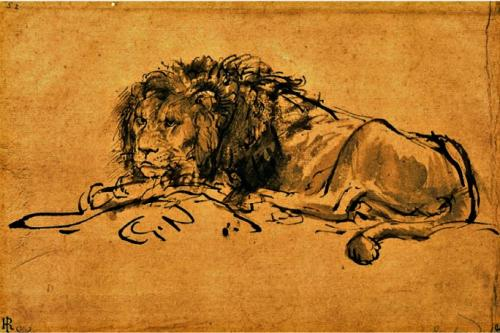
Un dessin à l'encre sur toile d'un lion du Cap de Rembrandt, datant de 1650 à 1652, actuellement situé dans le Musée du Louvre.

## Morphologie
Le lion du Cap, s'il est considéré comme une sous-espèce, était la deuxième plus grande et plus lourde sous-espèce de lion : il n'y a pas de registre réel sur leur taille mais il est estimé qu'un mâle adulte pouvait peser environ 250 kg et atteindre 3 mètres de longueur.
Les femelles étaient plus petites mais restaient corpulentes avec un poids probable de 150 kg.
Ses jambes étaient proportionnellement plus courtes que celles des autres lions.
Ce lion se distinguait par sa grande taille et son épaisse crinière noire s'étendant derrière les épaules et couvrant le ventre (semblable au lion d'Asie ou au lion de l'Atlas) avec une frange fauve autour du visage. Les extrémités des oreilles étaient aussi de couleur noire.
La pousse de la crinière de ce lion était plus précoce que les autres.
Les lionceaux naissaient certainement avec des taches, disparaissant avec le développement de l'animal.
Il y a toujours eu toutefois des confusions entre les lions du Cap et d'autres lions à longue crinière de couleur sombre en captivité mais actuellement le lion du Cap est souvent non reconnu, et ne peut donc pas faire l'objet de comparaison avec d'autres lions.

## Comportement et alimentation
En raison du climat froid et sec, les lions de la province du Cap avaient moins de proies que d'autres régions d'Afrique, de sorte qu'ils sont moins abondants mais ils ont vécu en plus petits groupes, voire en solitaire comme prédateurs opportunistes.
Ce lion préférait chasser les ongulés, comprenant des grandes antilopes, mais aussi des zèbres, des girafes et des buffles. Il pouvait tuer aussi du bétail et des ânes appartenant surtout à des colons européens.
Des lions des environs du Cap avaient déjà attaqué des humains, généralement des vieux lions ayant des problèmes de dentition car surement, ils n'étaient plus capables de chasser des ongulés ou ces derniers se raréfiaient, en raison de la chasse et de la destruction de leur habitat.
On connait très peu d'éléments sur sa reproduction.

## Habitat et répartition
Il peuplait les prairies herbeuses, voire désertiques.
Ces lions "à crinière noire" vivaient surtout le long du Cap et dans le Karoo, à la pointe de l'Afrique.
Le lion du Cap n'était pas la seule sous-espèce vivant en Afrique du Sud, et son aire de répartition exacte n'est pas claire.
Son fief était la province du Cap, dans les environs du Cap, où d’ailleurs les derniers spécimens sauvages ont été aperçus.

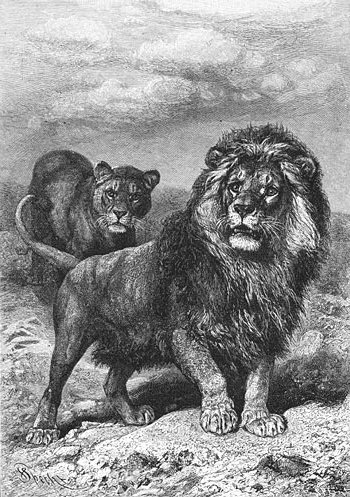
Peinture de deux lions du Cap, datant de 1927.

## Extinction
Il était autrefois présent dans tout le Sud de l’Afrique.
Les colons anglais en particulier le pourchassaient pour défendre les hommes et leur bétail.
Son extinction était aussi due à la chasse.
Les chasseurs de trophées appréciaient son impressionnante crinière noire.
Le lion du Cap a disparu si rapidement après le contact avec les Européens qu'il est peu probable que la destruction des habitats ait été un facteur important.
Il était aussi victime de la chasse de ses proies qui se raréfiaient, le contraignant à se rabattre sur le bétail, et donc aggravant sa relation avec les hommes; une dernière cause pourrait être le prélèvement de spécimens sauvages pour les zoos.
Chassé à outrance par les Boers, les colons anglais, les chasseurs et les sportifs simplement l'ont chassé jusqu'à l'extinction. Le dernier spécimen aperçu à l'état sauvage a été tué en 1858.
Le dernier lion considéré comme un lion du Cap est mort en captivité en 1865.
En 1876, l'explorateur tchèque Emil Holub a acheté un possible jeune lion du Cap mais il est mort deux ans plus tard.
Comme avec le lion de Barbarie, plusieurs personnes et institutions affirment avoir vu des lions du Cap.
Une paire d'individus pourrait subsister dans un zoo privé de Bulawayo au Zimbabwe où en 2001, une possible population de quelques  exemplaires a été trouvée en 2000 en captivité en Russie dans le zoo de Novossibirsk et porté à l'Afrique du Sud pour la reproduction mais cela est presque impossible à vérifier car malheureusement en captivité, beaucoup de lions sont des hybrides de plusieurs sous-espèces, croisés au fil du temps et des échanges, posant un grave problème de pollution génétique.
Il y a un récent programme en Afrique du Sud ayant pour but de rechercher les descendants possibles de lions du Cap qui avaient été apportés en Europe et maintenus en captivité avant leur extinction à l'état sauvage.
Il faut noter toutefois que de plus en plus de chercheurs ne le reconnaissent plus, et qu'il y a donc peu d'intérêt de sauvegarder et de faire l'élevage de cette désormais population méridionale de lion.
Les archives se référant au lion du Cap sont très rares et ne subsistent surtout qu'à partir de dessins ou de gravures.